# Bodice
Bodice (mad. Bodafalu) jsou městskou částí města Liptovský Mikuláš, 4 km jihozápadně od centra města.

## Dějiny
V roce 1283 král Ladislav IV, dal Zemanovi bodovat Ladislavovmu synovi, územní majetek z polí a lesa který dosud patřil k majetkem Palúdzka. Boda se stal trvalým majitelem tohoto majetku, který se uvádí v listině z roku 1299 v souvislosti s vymezením katastru Palúdzka. Po prvním vlastníkovi bodů nesou Bodice svůj název. Bodice tedy vznikly krátce po roce 1283 z iniciativy zemana Bodu, který osídlil své poddané. Postupně se zde usadili i zemané. V polovině 14. století Bodice byly trvale osídleny se stálým názvem. V písemnostech 14. a 15. století se Bodice uvádějí v maďarštině pod názvem Bodafalu nebo Boda. Poddanské obyvatelstvo používalo název Bodice. Tradiční zaměstnání obyvatel bylo rolnictvo, pastevectví, pletení košíků z proutí a tkaní koberců.
Historické názvy Bodice:
- 1314 - Boda 1567 - Bodicze
- 1349 - Boda et Chyrumpna
- 1352 - Boda et Chirumpnou
- 1387 - Bodafalua
- 1422 - Bodavilla
- 1500 - Bewdfalwa
- 1567 - Bodicze
- 1773 - Bodafalva, Bodicze
- 1786 - Bodafalwa, Bodice
- 1808 - Bodafalva, Bodice
- 1863 - 1913 - Bodafalu
- 1920 - 1976 - Bodice

## Poloha

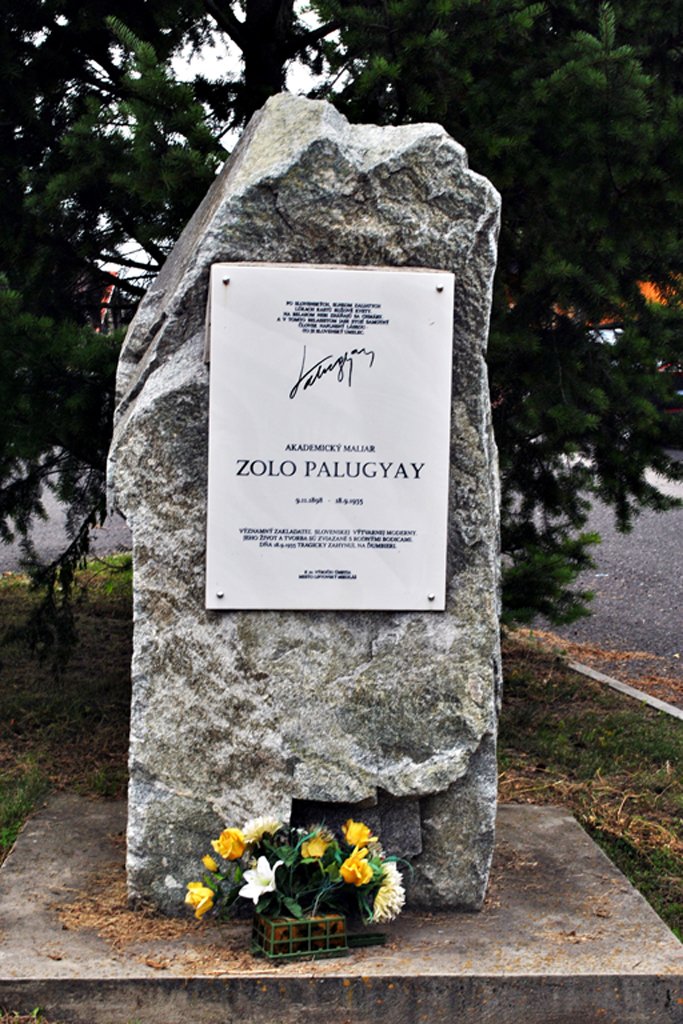
Památník věnovaný místnímu rodákovi Zoltánu Palugyayovi

Obec leží v Liptovské kotlině, na levém břehu říčky Demänovky, v nadmořské výšce 640 m n. m. Nachází se západně od městské části Demänová, se kterou je stavebně téměř spojena, leží cca 1 km od silnice II. třídy č. 584 z Liptovského Mikuláše do Jasné.

## Kulturní pozoruhodnosti
V obci stojí gotický kostel postavený v letech 1360-80. Zachována byla původní gotická klenba a pastoforium, vnitřní zařízení je neogotické z 19. století. Před kostelem stojí několik chráněných lip, mezi nimi nejstarší a nejmohutnější v Liptově, přes 500 let stará.[zdroj⁠?!]

## Přírodní zajímavosti
V katastru obce jsou dvě chráněná území: CHA Bodický rybník (ochrana břehových a lučních porostů) a PR olše (ochrana největšího areálu olše lepkavé na Liptově).

## Služby
Obyvatelům Bodice slouží obchod a kulturní dům. Ubytování poskytuje několik privátů a penzionů. Jezdí sem linka č. 5 MHD Liptovský Mikuláš se dvěma zastávkami (kostel, Jednota).

## Rodáci
- Zoltán Palugyay (* 1898 - † 1935); malíř
- Gregorec Ján (* 1914, Bodice - † 1982, Bratislava); literární vědec, spisovatel
- Daniel Masik (Masnicius) (* Bodice - † 1650, Zemianske Kostoľany); evangelický kněz, náboženský spisovatel, učitel. Rektor v Banské Bystrici-Radvani. Autor duchovních písní zařazených do Tranovského a Klejchovho kancionálu.
- Ondrej Bodovínus (Bodovíni, Bodó) (* 1636, Bodice - † 10.3.1708 Štítnik) Byl církevním hodnostářům, příslušníkům starého turčianské zemanského rodu. Po studiích stal se učitelem, působil v Hnúšťa, Čerenčany, Rimavské Bani a Brezně. V 1691 byl gemerským seniorům. Psal a sbíral náboženské písně, které do své sbírky zařadil jeho vnuk Matej Bodó.

K rodovým kořenům v Bodicích odkazuje příjmení Bodický.